# Prix Grand-Duc Adolphe
Der Prix Grand-Duc Adolphe (deutsch Großherzog-Adolph-Preis) ist ein 1902 von der Großherzogin Adelheid Marie von Anhalt-Dessau gestifteter luxemburgischer Kunstpreis.
Benannt wurde der Preis nach Adolph Wilhelm Carl August Friedrich von Nassau-Weilburg, Großherzog von Luxemburg. Die Preisvergabe erfolgt durch den Cercle artistique de Luxembourg (CAL). Zunächst jährlich, erfolgt die Vergabe ab 1995 zweijährlich.

## Preisträger
- 1902: Jean Mich
- 1904: Dominique Lang und Franz Seimetz, Maler
- 1905: Albert Breisch, Goldschmied
- 1906: Guido Oppenheim, Maler
- 1907: Auguste van Werveke und Jean Curot, Maler
- 1908: Joseph-Germain Strock, Maler
- 1909: Jean-Baptiste Wercollier und Claus Cito, Bildhauer
- 1910: Paul Wigreux, Architekt
- 1911: Pierre Blanc, Maler
- 1913: Angélina Drumaux, Malerin und Etienne Galowich, Kunstschmied
- 1914: Nicolas Birnbaum und Pierre Kipgen, Angewandte Kunst
- 1915: André Thyes, Maler
- 1916: Eugène Mousset, Maler
- 1917: Jean-Pierre Koenig, Architekt
- 1918: Auguste Trémont, Maler
- 1919: Dominique Lang, Maler
- 1920: Frantz Heldenstein, Bildhauer
- 1922: Jean-Pierre Beckius, Maler
- 1923: Michel Haagen, Kunstschmied
- 1924: Jean Schaack und Joseph Kutter, Maler
- 1925: Eugène Kurth, Maler
- 1926: Félix Corrent, Maler, Graveur
- 1927: Joseph Meyers, Maler
- 1928: Albert Kratzenberg, Bildhauer
- 1929: Léon Nosbusch, Bildhauer
- 1930: Marcel Langsam, Kunstschmied
- 1931: Jean-Pierre Lamboray, Maler, Zeichenprofessor
- 1932: Albert Kratzenberg, Bildhauer
- 1933: Mathias Reckinger, Zeichenprofessor
- 1935: Aloyse Bové, Architekt
- 1936: Michel Stoffel, Maler
- 1937: Simone Lutgen, Bildhauerin
- 1938: Félix Glatz, Zeichenprofessor
- 1946: Will Kesseler, Maler
- 1947: Frantz Kinnen, Maler
- 1948: Aurelio Sabatini, Bildhauer
- 1950: Will Kesseler und Frantz Kinnen, Maler
- 1951: Edmond Goergen, Maler
- 1952: Charlotte Engels, Bildhauer
- 1953: Coryse Kieffer, Maler
- 1954: Jean-Pierre Calteux und Henri Dillenburg, Maler
- 1956: Frantz Kinnen, Maler und Charles Kohl, Bildhauer
- 1957: Emile Hulten, Bildhauer
- 1958: Will Dahlem und Jean-Pierre Junius, Maler
- 1959: Emile Kirscht an Alphonse Nies, Maler
- 1960: Roger Bertemes und Jean-Pierre Thilmany, Maler
- 1962: Ben Heyart, Maler und Charles Kohl, Bildhauer
- 1963: Yola Mersch-Reding, Malerin
- 1964: Marie-Thérèse Juchem-Kolbach und Roger Koemptgen, Maler
- 1965: Alfred Steinmetzer, Maler
- 1967: Jean Leyder, Maler
- 1969: Roger Kieffer, Paul Reichling und Joseph Grosbusch, Maler
- 1970: Michel Breithoff und Gust Graas, Maler
- 1971: Roger Dornseiffer, Arthur Unger und Edouard-Marie Weber, Maler
- 1972: Roger Roemer, Maler
- 1973: Fernande Klein und Joseph Welter, Angewandte Kunst
- 1975: Henri Kraus, Maler
- 1976: Ota Nalezinek, Maler
- 1977: Fränz Hulten, Maler
- 1979: Gérard Claude, Aquarellist
- 1980: Sylvie-Anne Thyes, Graveur
- 1981: Albert Haas, Bildhauer
- 1982: Charles Reinertz, Maler
- 1983: Andrée Wirion, Angewandte Kunst
- 1984: Ferd Medinger, Paul Roettgers, Maler
- 1987: Marc Frising, Graveur
- 1989: Annette Weiwers-Probst, Maler
- 1990: Jeannot Lunkes, Maler
- 1992: Marie-Josée Kerschen, Bildhauerin
- 1995: Patricia Lippert, Malerin
- 1997: Jeannot Bewing, Bildhauer
- 1999: Anna Recker, Malerin
- 2001: Isabelle Lutz
- 2003: Sonja Roef, Malerin, Bildhauerin
- 2005: Luc Ewen, Fotograf
- 2007: Miikka Heinonen, Fotograf
- 2009: Dani Neumann, Malerin
- 2011: Marc Bertemes, Maler
- 2013: Carine Kraus, Malerin
- 2015: Carine Kraus, Malerin, und Isabelle Lutz, Malerin
- 2017: Miikka Heinonen, Fotograf
- 2019: Franz Ruf, Maler
- 2021: Catherine Lorent

In den Jahren 1903, 1912, 1921, 1934, 1949, 1955, 1961, 1966, 1974, 1978, 1985, 1986, 1988, 1991, 1993 und 1994 wurde der Preis nicht vergeben. Ab 1995 wird der Preis nur noch einmal alle zwei Jahre vergeben.